# Dicranomyia ornata
Dicranomyia ornata är en tvåvingeart som först beskrevs av Johann Wilhelm Meigen 1818.  Dicranomyia ornata ingår i släktet Dicranomyia och familjen småharkrankar. Inga underarter finns listade i Catalogue of Life.